# Haktanır
Haktanır (kurdisch Hop) ist ein verlassenes und verfallenes Dorf im Landkreis Yayladere der türkischen Provinz Bingöl. Die ehemalige Siedlung Haktanır liegt in Ostanatolien, 4,5 km südwestlich von Yayladere. Der frühere Name lautete Hop. Im Jahre 1973 wurden noch 447 Einwohner gezählt. Zur Volkszählung 1975 wurde der Ort schon gar nicht mehr aufgeführt.